# Harmothoe fratherthomsoni
Harmothoe fratherthomsoni är en ringmaskart som beskrevs av McIntosh 1897. Harmothoe fratherthomsoni ingår i släktet Harmothoe och familjen Polynoidae. Inga underarter finns listade i Catalogue of Life.